# Bertrand Carletti
Bertrand Carletti (Tolone, 19 aprile 1982) è un pallavolista francese.
Gioca nel ruolo di palleggiatore.

## Palmarès

### Club
- Coppa Italia: 1

2010-11
- Supercoppa italiana: 2

2005
- Champions League: 1

2005-06